# Bohreffekten
Bohreffekten är en egenskap hos hemoglobin som först beskrevs av fysiologen Christian Bohr, far till fysikern Niels Bohr. Bohreffekten beskriver den egenskap hos hemoglobin att en förhöjning av koldioxidens partialtryck i blodet (pCO2) kommer att förskjuta syre-hemoglobindissociationskurvan till höger, vilket kommer att minska hemoglobinets affinitet för syre. Detta leder till ökad syrefrisättning i vävnader med högt pCO2, vilket vanligtvis är vävnader med hög metabol aktivitet och därmed stor syreförbrukning.

## Mekanism
Bohreffekten fungerar genom att vätejoner som frigörs från kolsyra i blodet kommer binda till och påverka polypeptidernas sidokedjor samt de terminala delarnas laddning. Bidragande delar är främst histidinresternas sidokedjor, som består av imidazolgrupper med svagt basiska egenskaper (pKa är cirka 6,3). Detta innebär att när vätejonkoncentrationerna stiger kommer allt fler av histidingruppernas sidokedjor att binda vätejoner. Detta ändrar imidazolgruppens laddning från neutral till positiv, vilket ger dem annorlunda interaktion med kringliggande sidogrupper.